# Miasto Orahovica
Miasto Orahovica (chorw. Grad Orahovica) – jednostka administracyjna w Chorwacji, w żupanii virowiticko-podrawskiej. W 2011 roku liczyła 5304 mieszkańców.